# Älvkarleö
Älvkarleö är sedan 2015 åter en tätort i Älvkarleby kommun, belägen vid Dalälven, strax ovanför de riksbekanta Älvkarlebyfallen. I Älvkarleö bruks herrgård finns numera en kursgård som drivs av Lottornas Riksförbund. Strax intill finns folklivsmuseet Söderhällgården.

## Historia
Förr fanns här Älvkarleö bruk med masugnar, och senare, på 1930-talet stålmanufakturverk för fjädrar och stålsmiden. Bruket anlades år 1659 av Claes Depken (Anckarström) och David Leijel den äldre. Bruket var i familjen Leijels ägo till 1772 då det köptes av Tomas Tottie och år 1841 av friherre Per Adolf Tamm och Carl Östberg junior på Österbybruk och Söderfors. Genom arv efter Carl Östberg övergick bruket sedan till Pehr Gustaf Tamm och därefter (1873) till Söderfors Bruks AB. Senare ägdes bruket av Stora Kopparbergs Bergslags AB. Verksamheten upphörde 1972.
1982 startade mineralullstillverkning som lades ner 1990, då Anders Högberg övertog verksamheten. Han har medverkat till ett flertal etableringar på det tidigare bruksområdet[källa behövs]. Företagen sysselsätter omkring 30-35 personer.

## Kommunikationer
Genom Älvkarleö passerar den dubbelspåriga Ostkustbanan och var fram till 2005 ändpunkt för dubbelspåret som då började i Samnan strax norr om Gamla Uppsala, men som sedan 2017 är dubbelspårig hela vägen Uppsala–Gävle. Sedan hösttidtabellens införande 2006 stannar regionaltåg (tidigare Upptåget, numera Mälartåg) i Älvkarleö, men hållplatsen kallas Älvkarleby (efter den närliggande tätorten Älvkarleby). Älvkarleö järnvägsstation öppnades den 15 december 1874 och nedlades den 1 juni 1975 och återöppnades således 2005.
¨

## Befolkningsutveckling
| Befolkningsutvecklingen i Älvkarleö/Älvkarleö bruk 1960–2020                                         | Befolkningsutvecklingen i Älvkarleö/Älvkarleö bruk 1960–2020 | Befolkningsutvecklingen i Älvkarleö/Älvkarleö bruk 1960–2020 | Befolkningsutvecklingen i Älvkarleö/Älvkarleö bruk 1960–2020 | Befolkningsutvecklingen i Älvkarleö/Älvkarleö bruk 1960–2020 |
| --- | ------------------------------------------------------------ | ------------------------------------------------------------ | ------------------------------------------------------------ | ------------------------------------------------------------ |
| |                                                              |                                                              |                                                              |                                                              |
| År                                                                                                   |                                                              |                                                              | Folkmängd                                                    | Areal (ha)                                                   |
| 1900                                                                                                 | 1900                                                         |                                                              | 1 121                                                        | †                                                            |
| 1960                                                                                                 | 1960                                                         |                                                              | 369                                                          |                                                              |
| 1965                                                                                                 | 1965                                                         |                                                              | 318                                                          |                                                              |
| 1970                                                                                                 | 1970                                                         |                                                              | 294                                                          |                                                              |
| 1990                                                                                                 | 1990                                                         |                                                              | 160                                                          | 16#                                                          |
| 1995                                                                                                 | 1995                                                         |                                                              | 97                                                           | 27#                                                          |
| 2000                                                                                                 | 2000                                                         |                                                              | 129                                                          | 25#                                                          |
| 2005                                                                                                 | 2005                                                         |                                                              | 121                                                          | 26#                                                          |
| 2010                                                                                                 | 2010                                                         |                                                              | 184                                                          | 38#                                                          |
| 2015                                                                                                 | 2015                                                         |                                                              | 214                                                          | 73                                                           |
| 2020                                                                                                 | 2020                                                         |                                                              | 250                                                          | 73                                                           |
| Anm.: Upphörde som tätort 1975. Åter tätort 2015. † Som köpingsliknande samhälle 1900. # Som småort. |                                                              |                                                              |                                                              |                                                              |